# Stefano La Colla (tenore)
Stefano La Colla (Torino, ...) è un tenore italiano.

## Biografia
Nato a Torino, ma originario di Alcamo dove ha vissuto dall'età di 12 anni fino a 23 anni, ha iniziato gli studi presso il Conservatorio Pietro Mascagni di Livorno e si è perfezionato sotto la guida del soprano Luciana Serra e in seguito con il baritono Carlo Meliciani.
Nel 2002 ha vinto la borsa di studio presso l'Accademia d’alto Perfezionamento del Repertorio Pucciniano di Torre del Lago dove ha seguito i corsi con Magda Olivero, Katia Ricciarelli e Raina Kabaivanska.
Successivamente si è esibito accanto a Katia Ricciarelli al Teatro Verdi di Pisa in una serata di gala organizzata dal Rotary Club.
Ha debuttato nel luglio 2006 in Madama Butterfly nel ruolo di Pinkerton durante il festival estivo di Fontanellato (Parma), che ha replicato in ottobre a Reggio Emilia. Nel novembre 2006 ha debuttato in Nabucco nel ruolo di Ismaele a Mantova. Nel luglio 2007 ha debuttato nell'Aida nel ruolo di Radames, al festival Openair di Narni (TR) e durante l'estate ha tenuto concerti presso l'associazione Medici Giuluni per la rassegna di “Musica nelle Ville Versiliesi”, a Forte dei Marmi (LU). Ha preso partecipato all'incisione della Rai di Bianca e Fernando al Teatro Massimo Vincenzo Bellini di Catania sotto la direzione del maestro Carella. 
A dicembre ha tenuto un concerto al Museo Poldi Pezzoli di Milano per sei arpe e voce solista. Nel 2008 ha effettuato concerti in Europa e in Giappone con la Fondazione Arena di Verona. Il 10 novembre 2008 a Roma, presso l'Auditorium Parco della Musica si è esibito in concerto assieme alla signora Luciana Serra. Ha replicato Aida l'8 dicembre al Teatro Goldoni di Livorno.
Ha poi proseguito la sua esperienza artistica nei teatri tradizionali di molte città italiane come Novara, Savona, Chieti, Reggio Emilia, Pisa, Lucca, Livorno, Busseto e Brescia.
La sua carriera internazionale è cominciata nel 2011 con la Turandot a Ratisbona (dove debuttò con 16 recite), continuando a Dortmund, Lipsia, San Pietroburgo, St. Gallen, Zagabria, Bucarest; ma il vero punto di svolta si è avuto nel 2014 allorché ha calcato le scene dei più grandi teatri lirici europei, come Amburgo, Berlino, Monaco di Baviera, Amsterdam, Oslo, Dresda e Vienna. In Italia si è esibito a Roma, Napoli, Verona e più volte alla Scala di Milano, dove nel 2015 ha fatto un prestigioso debutto come Calaf nella Turandot (evento d’apertura de La Scala per EXPO), con la direzione di Riccardo Chailly. A seguito del grande successo, è stato nuovamente invitato per la produzione successiva, Cavalleria Rusticana (Turiddu).

### Premi e riconoscimenti
- 2002: vincitore della borsa di studio presso l'Accademia d’alto Perfezionamento del Repertorio Pucciniano di Torre del Lago
- 2006: vince il Concorso internazionale Ismaele Voltolini di Buscoldo (Mantova)
- 18 febbraio 2024: premio ‘Migliore personaggio dell’anno’ 2023 attribuito dal Kiwanis Club di Alcamo.
- 18 febbraio 2024: premio ‘Ciullo d'Alcamo’ 2024 assegnato dall'Associazione Amici della Musica di Alcamo.

### Performances
2014
- Manon Lescaut	(Renato Des Grieux) 	Opera di Lipsia (febbraio-maggio)
- La Gioconda	(Enzo Grimaldi)	Theater St. Gallen  (febbraio-maggio)
- Tosca	(Cavaradossi)   Deutsche Oper Berlin (maggio)
- Macbeth	(Macduff) Opera Wrocławska (giugno)
- Un ballo in maschera	(Riccardo)  Theater Dortmund (settembre-ottobre)
- Manon Lescaut	(Il Cavaliere des Grieux) presso il Mikhailovsky Theatre di San Pietroburgo (ottobre 2014-aprile 2015)

2015
- Manon Lescaut	(Il Cavaliere des Grieux) 	Opera di Lipsia (gennaio-aprile)
- Turandot	(Calaf)   Teatro di San Carlo, Napoli (marzo-aprile)
- Tosca	(Cavaradossi)	  Teatro dell'Opera di Roma (marzo-giugno)
- Turandot	(Calaf)   Teatro alla Scala, Milano (maggio)
- Cavalleria rusticana	(Turiddu) Teatro alla Scala, Milano (giugno)
- Nabucco	(Ismaele)     Deutsche Oper Berlin (giugno)
- Tosca	(Cavaradossi)      Teatro San Carlo, Napoli (luglio)
- Turandot	(Calaf) 	Teatro dell'Opera di Roma (luglio-agosto)
- Turandot	(Calaf)   Deutsche Oper Berlin (settembre-novembre)
- Manon Lescaut	(Il Cavaliere des Grieux) Deutsche Oper Berlin (novembre 2015-marzo 2016)
- Tosca	(Cavaradossi)   Teatro dell'Opera di Roma (dicembre)

2016
- Tosca	(Cavaradossi) Theater St Gallen (gennaio-maggio)
- Concert	(Tenore) Deutsche Oper am Rhein, Düsseldorf (marzo)
- Tosca	(Cavaradossi)	Opéra de Toulon (aprile)
- Madama Butterfly	(F B Pinkerton)   Staatsoper Unter den Linden, Berlino (aprile-maggio)
- Le Cid (Rodrigue)   Theater St Gallen (giugno-luglio)
- Aida (Radamès)   Fondazione Arena di Verona (giugno-agosto)
- Aida (Radamès) Teatro di San Carlo, Napoli (luglio-agosto)
- Turandot	(Calaf)	Wiener Staatsoper, Vienna (settembre 2016-marzo 2017)
- Manon Lescaut	(Il Cavaliere Renato des Grieux) De Nationale Opera, Amsterdam (ottobre)
- Turandot (Il principe ignoto) Bayerische Staatsoper di Monaco (dicembre)

2017
- Il trovatore, Teatro Calderón, Valladolid (febbraio)
- Cavalleria rusticana	(Turiddu)   Opéra national du Rhin, Strasburgo (giugno)
- Pagliacci   (Canio) Opéra national du Rhin, Strasburgo (giugno)
- Turandot   (Calaf) Festival Puccini 2017 di Torre del Lago (luglio)[5]
- Aida	     (Radamès)	Macerata Opera Festival (luglio-agosto)
- Nabucco     (Ismaele)	 Teatro alla Scala, Milano (ottobre-novembre)
- Tosca  (Cavaradossi)  Opera di Firenze (settembre), dove ha eseguito - il 24 settembre - un inconsueto ed applauditissimo bis di "E lucean le stelle"

2018
- Tosca, Oper Frankfurt, 22 Première, 27 settembre, 5, 13, 18 e 20 ottobre
- Il trovatore, Staatsoper di Berlino, 27 Première, 31 ottobre, 3 e 8 novembre
- Tosca Teatro dell'Opera di Roma, Première 15 novembre, 17 novembre
- Aida, Irish National Opera House di Dublino 27 e 29 novembre
- La Forza del Destino (Don Alvaro) Opera di Colonia, 23 Première, 28-30 dicembre

2019
- La Forza del Destino (Don Alvaro), Opera di Colonia, 4 e 11 gennaio
- La Gioconda di Ponchielli, La Monnaie/De Munt di Bruxelles, Premiére 29 e 30 gennaio, 1, 5, 8 e 12 febbraio
- Turandot, Deutsche Oper Berlin, 22 febbraio e 8 marzo
- Tosca, Teatro Municipale (Piacenza) Première 15 marzo, 17 marzo
- La Gioconda, Gran Teatre del Liceu di Barcellona, 2, 5, 8, 11 e 14 aprile
- Tosca, Opera di Stato della Baviera, Première 4 maggio, 7 e 10 maggio
- Un ballo in maschera, Hessisches Staatstheater Wiesbaden, Première 16 maggio
- Turandot Deutsche Oper Berlin, 18 e 23 maggio
- Norma di Bellini, Oper Frankfurt, Première 7 giugno, 17, 20, 23 e 28 giugno
- Tosca, Teatro dell'Opera di Roma, 18, 21 e 26 giugno
- Turandot,  Munich Opera Festival (Munchner Opernfestspiele di Monaco), Première 13 luglio, 16 luglio
- Andrea Chenier, Munich Opera Festival (Munchner Opernfestspiele di Monaco), Première 21 luglio, 25 luglio
- Madame Butterfly, Gran Teatro La Fenice di Venezia, Première 31 agosto, 4, 8, 10, 15, 21 e 25 settembre, 3 e 5 ottobre
- Attila di Verdi, Prinzregentheater di Monaco di Baviera, Première 13 ottobre
- Tosca di Puccini, Bayerische Staatsoper di Monaco, 28 e 31 ottobre, 3 novembre
- Pagliacci, Teatro Comunale (Bologna),15 Première 15 dicembre, 18, 20, 22 dicembre

2020
- Turandot (Calaf) Palm Beach Opera House, Première 24 gennaio, 26 gennaio
- Pagliacci (Canio), Teatro municipale Romolo Valli di Reggio Emilia, Première 7 febbraio, 9 febbraio
- Madama Butterfly (Pinkerton), Staatsoper di Amburgo, 15-19 e 22 febbraio
- Madama Butterfly (Pinkerton), Wiener Staatsoper di Vienna, 2 marzo
- Il piccolo Marat di Mascagni, The Royal Concertgebouw di Amsterdam,  Première 5 settembre
- Tosca (Mario Cavaradossi), Bayerische Staatsoper di Monaco di Baviera, Première 7 ottobre, 10 e 13 ottobre
- Manon Lescaut (De Grieux), Teatro Massimo di Palermo, 23 ottobre.

2021
- Aida (Radames) Art Center di Melbourne; Première 6 maggio, 8-10-12-15-17-19-21 maggio
- Norma (Pollione), Oper Frankfurt, Première 12 settembre, 18-22-25 settembre, 3 ottobre, 16-20-26 dicembre
- La Forza del Destino (Don Alvaro), Opera di Stato della Baviera, Monaco di Baviera, Première 26 settembre, 29 settembre e 2 ottobre
- Norma (Pollione), Teatro municipale di Piacenza, Première 22 ottobre, 24 ottobre
- Norma (Pollione), Teatro comunale Pavarotti-Freni di Modena, Première 29 ottobre, 31 ottobre
- Aida (Radames), Teatro Regio (Torino), Première 26 novembre, 28 novembre.

2022
- Aida (Radames), Deutsche Oper Berlin, Première 22 gennaio, 29  gennaio e 4 febbraio
- Aida (Radames), Teatro San Carlo di Napoli 17 - 20 - 21 - 23 - 26 febbraio
- Aida (Radames), Semperoper di Dresda 17-20 marzo
- Tosca di G.Puccini (Mario Cavaradossi), Semperoper di Dresda 25-27 marzo
- Aida (Radames), Staatsoper di Amburgo, 3 aprile
- Turandot di Puccini (Calaf), Bunka Kaikan di Tokyo, Première 15 aprile, 17 aprile

(Spring Opera Festival)
- Il Trovatore (Manrico) Teatro Principal de Mao di Minorca, Première 27 maggio, 29 maggio
- La Gioconda (Enzo Grimaldo) New Production,Teatro alla Scala di Milano, Première 7 giugno,  11, 14, 18, 21, 25 giugno
- Il Tabarro di Puccini (Luigi), Oper Frankfurt, Première 8 luglio, 11 - 14 - 17 - 20 luglio
- La Gioconda (Enzo Grimaldo) Chorégies d'Orange, 6 agosto
- Il Trovatore (Manrico), Opernhaus Zürich, Première 17, 24, 27 settembre, 6, 11, 16 ottobre
- Turandot di Puccini (Calaf), Oper Kolne, Première 29 ottobre, 3, 6, 9, 13 novembre
- Tosca di G.Puccini (Mario Cavaradossi), Staatsoper (Vienna), Première 23 novembre, 2 e 5 dicembre

2023
- Aida (Radames), Teatro Filarmonico (Verona), Première 12 febbraio
- Aida (Radames), Teatro Regio (Torino),  Première 25 e 28 Febbraio, 2-4-7-8 marzo
- Tosca di G. Puccini(Mario Cavaradossi), Canadian Opera Company di Toronto, Première 5 maggio, 7-11-13-19-21-23-27 maggio
- Turandot di Puccini (Calaf), Deutsche Oper Berlin, 23-26-29 giugno

2024
- Il Tabarro di Puccini (Luigi), Opera di Amburgo, Première 21 gennaio, 26 e 30 gennaio, 1 febbraio
- Madame Butterfly (Pinkerton),  Opera di Amburgo, 24 e 27 gennaio, 4 febbraio
- Madame Butterfly (Pinkerton), Royal Danish Playhouse, Première 5 marzo, 8 e 21 marzo, 2, 12, 16, 30 aprile e 5 maggio (Aalborg)
- Turandot di Puccini (Calaf), La Monnaie/De Munt, Première 14 giugno, 18, 21, 25, 27 e 30 giugno
- Edgar di Puccini (Edgar), Opéra de Nice, Première 8 novembre, 10 e 12 novembre
- Aida (Radames), Oper Frankfurt, Première 22 e 24 novembre, 8-15 e 20 dicembre
- Carmen di Bizet (Don Josè), Hessisches Staatstheater Wiesbaden, Première 14 dicembre, 19-22 e 28 dicembre
- Gala Concert al Bonn Opera House, 31 dicembre